# Jacques Lefèvre d’Étaples

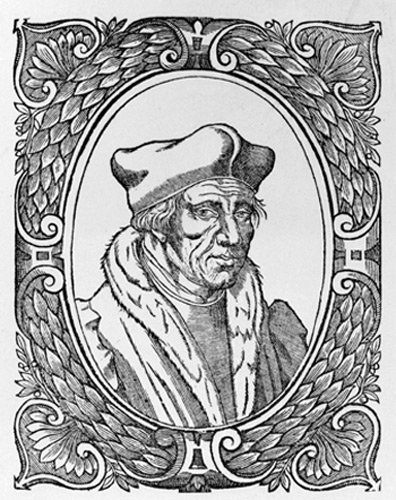
Lefèvre d'Étaples

Jacques Lefèvre d’Étaples (auch Jacobus Faber Stapulensis; * 1450 oder 1455 in Étaples, Picardie; † 1536 in Nérac) war ein französischer katholischer Theologe, Philosoph, Mathematiker und Humanist. Er ist bekannt als Aristoteles-Kommentator und als Herausgeber des Pimander (als eigenständiges Werk unter dem Titel De magia naturali). Sein Name verbindet sich vor allem mit der Bible de Lefèvre d’Étaples (1523–30), der ersten vollständigen französischen Bibelübersetzung, und er gilt auch als Vorläufer der Reformation in Frankreich. 

## Leben und Schaffen
Nach einem Theologiestudium und der Priesterweihe in Paris wurde Lefèvre Dozent für Philosophie am Kolleg Kardinal Lemoine der Sorbonne. Daneben begann er Altgriechisch zu lernen, womit er einer der ersten französischen Gräzisten wurde. Vielleicht schon vor 1486, auf jeden Fall aber 1491/1492, 1499/1500 und 1507 unternahm er Bildungsreisen nach Padua und Pavia als Zentren der schon voll erblühten humanistischen Gelehrsamkeit. Dort besuchte er Ermolao Barbaro, Giovanni Pico della Mirandola, Marsilio Ficino, Angelo Poliziano und andere berühmte Gelehrte, um mehr von ihnen zu lernen. Seine anfänglich universalistisch Interessen galten vorerst der Mathematik, Naturmagie, universitärer Logik, Naturphilosophie, Moralphilosophie und Metaphysik.
Nach seiner Rückkehr 1507 nach Paris wurde er selbst als humanistischer Autor aktiv mit Einführungen, Kommentaren und textkritischen Editionen zentraler Schriften des griechischen Philosophen Aristoteles. Er kehrte ab von den mittelalterlichen, scholastischen Deutungstraditionen und interpretierte und kommentierte sie neu humanistisch. Er wurde zum Mittelpunkt eines kleinen Kreises humanistisch interessierter Adeliger, Theologen und Juristen, darunter Guillaume Budé, der später (1530) mit Unterstützung von König Franz I. das Collège des trois langues gründete, die erste an der Universität vorbei eingerichtete Hochschule Frankreichs.
Ein anderer Getreuer war Guillaume Briçonnet, Bischof von Lodève in Südfrankreich, der sich meistens aber in Paris aufhielt, um am Hof präsent zu sein. Als Briçonnet 1507 auch die Pfründe des Abtes der Abtei Saint-Germain-des-Prés vor den Toren der Stadt erhielt, ließ sich Lefèvre dort nieder und half ihm bei der Einführung eines enger am Evangelium orientierten Ordenslebens. Denn auch ihm war, wie vielen Humanisten, zunehmend bewusst geworden, dass viele Dogmen und Regeln der Kirche nicht der Bibel entsprachen. Ab 1508 erarbeitete und publizierte er textkritische Editionen verschiedener Teile der Bibel (beispielsweise 1509 die Psalmen und 1512 die Paulusbriefe).
1521 wurde Briçonnet, der die Gunst von Franz I. besaß und Beichtvater dessen Schwester Margarete war, zum Bischof von Meaux befördert. Als er konsequent vor Ort zu residieren und sein Bistum zu evangelisieren beschloss, folgte ihm Lefèvre als Mitglied des Kreises reformwilliger Theologen und Gelehrter um den Bischof. Darüber hinaus wurde er zum Generalvikar ernannt.
Zugleich arbeitete er an einer Übersetzung der Bibel, zunächst des Neuen Testaments, wobei er von der quasi offiziellen lateinischen Version, der Vulgata, ausging, die der Kirchenvater Hieronymus um 400 nach den griechischen und hebräischen Texten hergestellt hatte. Mit seiner Übersetzung verfolgte er, ganz wie der fast zeitgleich tätige Martin Luther (der allerdings von den griechischen und hebräischen Originaltexten ausging) die typisch reformatorische Absicht, den normalen Gläubigen die Möglichkeit zu geben, selbst die Bibel zu lesen oder sich vorlesen zu lassen und deren Wortlaut ohne die Vermittlung der katholischen Geistlichkeit und ihrer Deutungskonventionen auszulegen. Als er 1523 ohne Genehmigung (die er auch kaum erhalten hätte) sein Neues Testament drucken ließ, wurde er von der Sorbonne, die inzwischen aggressiv ihre Deutungshoheit verteidigte, zum Ketzer erklärt.
Auch sein Gönner Briçonnet wurde zunehmend angefeindet, unter anderem weil er die Franziskaner aus seinem Bistum verbannte und Anhänger des kürzlich exkommunizierten Luther predigen ließ. Als ihm 1525 vorübergehend die Rückendeckung des Königs fehlte, der bei der Schlacht von Pavia in die Gefangenschaft von Kaiser Karl V. geraten war, und er seinen konservativen Gegnern Konzessionen machen musste, fühlte sich Lefèvre ungeschützt und flüchtete in die freie Reichsstadt Straßburg, eine Hochburg des deutschen Humanismus und der Reformation.
Nach der Rückkehr des Königs 1526 konnte auch Lefèvre nach Frankreich zurückkehren und wurde mit dem Posten eines Bibliothekars der königlichen Bibliothek Blois versorgt. 1529 folgte er der Einladung Margaretes, der Schwester des Königs, die 1527 in zweiter Ehe Königin des Rest-Königreiches Navarra geworden war, und ging zu ihr nach Nérac in Südwestfrankreich, an den kleinen Hof, den sie dort unterhielt. Bei ihr, die mit dem „Luthéranisme“ sympathisierte, beendete er seine Übersetzung auch des Alten Testaments (wiederum nach der Vulgata) und verbrachte er seine letzten Jahre, übrigens ohne dezidiert mit der Katholischen Kirche ganz zu brechen.
Seine Gesamt-Bibel erschien 1530 in der damals weltoffenen, reichen und noch pro-reformatorischen Stadt Antwerpen als La Sainte Bible en français, translatée selon la pure et entière traduction de Saint-Hierosme. Sie wurde sofort vom Parlement de Paris verboten.
Obwohl sie mehrfach nachgedruckt wurde, erreichte Lefèvres Bibel im französischen Sprachraum nicht entfernt dieselbe Bedeutung wie die von Luther im deutschen. Ein wichtiger Grund war sicher, dass der Reformator Johannes Calvin und mit ihm die frankophonen Protestanten die etwas spätere (eher hölzerne) Übersetzung der Genfer Bibel von Pierre-Robert Olivétan (1535 ff.) bevorzugten, der wie Luther von den hebräischen und griechischen Texten ausgegangen war.